# Echipa națională de fotbal a Danemarcei
Echipa națională de fotbal a Danemarcei reprezintă Danemarca și Groenlanda în competițiile internaționale de fotbal și este controlată de Asociația Daneză de Fotbal. Echipa este competitivă de la mijlocul anilor '80 în fotbalul internațional, în 1992 câștigând Campionatul European, după ce a învins în semifinale pe Țările de Jos și în finală Germania. De asemenea a câștigat și Cupa Confederațiilor în 1995, după ce în finală a trecut de Argentina cu 2-0.

## Record competitiv
- Campionatul Mondial

| 1930 - 1954 | Nu a participat  | Nu a participat  | Nu a participat  | Nu a participat  | Nu a participat  | Nu a participat  | Nu a participat  | Nu a participat  | Nu a participat  | Nu a participat  |
| 1958        | Nu s-a calificat | Nu s-a calificat | Nu s-a calificat | Nu s-a calificat | Nu s-a calificat | Nu s-a calificat | Nu s-a calificat | Nu s-a calificat | Nu s-a calificat | Nu s-a calificat |
| 1962        | Nu a participat  | Nu a participat  | Nu a participat  | Nu a participat  | Nu a participat  | Nu a participat  | Nu a participat  | Nu a participat  | Nu a participat  | Nu a participat  |
| 1966 - 1982 | Nu s-a calificat | Nu s-a calificat | Nu s-a calificat | Nu s-a calificat | Nu s-a calificat | Nu s-a calificat | Nu s-a calificat | Nu s-a calificat | Nu s-a calificat | Nu s-a calificat |
| 1986        | Optimi           | 9                | 4                | 3                | 0                | 1                | 10               | 6                |                  |                  |
| 1990 - 1994 | Nu s-a calificat | Nu s-a calificat | Nu s-a calificat | Nu s-a calificat | Nu s-a calificat | Nu s-a calificat | Nu s-a calificat | Nu s-a calificat | Nu s-a calificat | Nu s-a calificat |
| 1998        | Sferturi         | 8                | 5                | 2                | 1                | 2                | 9                | 7                |                  |                  |
| 2002        | Optimi           | 10               | 4                | 2                | 1                | 1                | 5                | 5                |                  |                  |
| 2006        | Nu s-a calificat | Nu s-a calificat | Nu s-a calificat | Nu s-a calificat | Nu s-a calificat | Nu s-a calificat | Nu s-a calificat | Nu s-a calificat | Nu s-a calificat | Nu s-a calificat |
| 2010        | Faza grupelor    | 24               | 3                | 1                | 0                | 2                | 3                | 6                |                  |                  |
| 2014        | Nu s-a calificat | Nu s-a calificat | Nu s-a calificat | Nu s-a calificat | Nu s-a calificat | Nu s-a calificat | Nu s-a calificat | Nu s-a calificat | Nu s-a calificat | Nu s-a calificat |
| 2018        | Optimi           | 11               | 4                | 1                | 3                | 0                | 3                | 2                |                  |                  |
| 2022        | Faza grupelor    | 28               | 3                | 0                | 1                | 2                | 1                | 3                |                  |                  |
| Total       | Sferturi         | 6/22             | 23               | 9                | 6                | 8                | 31               | 29               |                  |                  |

- Campionatul European

| 1960        | Nu s-a calificat | Nu s-a calificat | Nu s-a calificat | Nu s-a calificat | Nu s-a calificat | Nu s-a calificat | Nu s-a calificat | Nu s-a calificat | Nu s-a calificat | Nu s-a calificat |
| 1964        | Finala Mică      | 4                | 2                | 0                | 0                | 2                | 1                | 6                |                  |                  |
| 1968 - 1980 | Nu s-a calificat | Nu s-a calificat | Nu s-a calificat | Nu s-a calificat | Nu s-a calificat | Nu s-a calificat | Nu s-a calificat | Nu s-a calificat | Nu s-a calificat | Nu s-a calificat |
| 1984        | Semifinale       | 3                | 4                | 2                | 1                | 1                | 9                | 4                |                  |                  |
| 1988        | Faza Grupelor    | 7                | 3                | 0                | 0                | 3                | 2                | 7                |                  |                  |
| 1992        | Campioană        | 1                | 5                | 2                | 2                | 1                | 6                | 4                |                  |                  |
| 1996        | Faza Grupelor    | 9                | 3                | 1                | 1                | 1                | 4                | 4                |                  |                  |
| 2000        | Faza Grupelor    | 16               | 3                | 0                | 0                | 3                | 0                | 8                |                  |                  |
| 2004        | Sferturi         | 8                | 4                | 1                | 2                | 1                | 4                | 5                |                  |                  |
| 2008        | Nu s-a calificat | Nu s-a calificat | Nu s-a calificat | Nu s-a calificat | Nu s-a calificat | Nu s-a calificat | Nu s-a calificat | Nu s-a calificat | Nu s-a calificat | Nu s-a calificat |
| 2012        | Faza Grupelor    | 11               | 3                | 1                | 0                | 2                | 4                | 5                |                  |                  |
| 2016        | Nu s-a calificat | Nu s-a calificat | Nu s-a calificat | Nu s-a calificat | Nu s-a calificat | Nu s-a calificat | Nu s-a calificat | Nu s-a calificat | Nu s-a calificat | Nu s-a calificat |
| 2020        | Semifinale       | 3                | 6                | 3                | 0                | 3                | 12               | 7                |                  |                  |
| 2024        | Optimi de finală |                  | 4                | 0                | 3                | 1                | 2                | 4                |                  |                  |
| Total       | 1 Titlu          | 10/17            | 37               | 10               | 9                | 18               | 44               | 54               |                  |                  |

## Rezultate
| Rezultate obținute la Campionatul Mondial | Rezultate obținute la Campionatul Mondial | Rezultate obținute la Campionatul Mondial | Rezultate obținute la Campionatul Mondial |
| Anul                                      | Runda                                     | Scor                                      | Rezultat                                  |
| ----------------------------------------- | ----------------------------------------- | ----------------------------------------- | ----------------------------------------- |
| 1986                                      | Faza Grupelor                             | Danemarca 1 – 0 Scoția                    | Victorie                                  |
| 1986                                      | Faza Grupelor                             | Danemarca 6 – 1 Uruguay                   | Victorie                                  |
| 1986                                      | Faza Grupelor                             | Danemarca 2 – 0 Germania de Vest          | Victorie                                  |
| 1986                                      | Optimi                                    | Danemarca 1 – 5 Spania                    | Înfrângere                                |
| 1998                                      | Faza Grupelor                             | Danemarca 1 – 0 Arabia Saudită            | Victorie                                  |
| 1998                                      | Faza Grupelor                             | Danemarca 1 – 1 Africa de Sud             | Egal                                      |
| 1998                                      | Faza Grupelor                             | Danemarca 1 – 2 Franța                    | Înfrângere                                |
| 1998                                      | Optimi                                    | Danemarca 4 – 1 Nigeria                   | Victorie                                  |
| 1998                                      | Sferturi                                  | Danemarca 2 – 3 Brazilia                  | Înfrângere                                |
| 2002                                      | Faza Grupelor                             | Danemarca 2 – 1 Uruguay                   | Victorie                                  |
| 2002                                      | Faza Grupelor                             | Danemarca 1 – 1 Senegal                   | Egal                                      |
| 2002                                      | Faza Grupelor                             | Danemarca 2 – 0 Franța                    | Victorie                                  |
| 2002                                      | Optimi                                    | Danemarca 0 – 3 Anglia                    | Înfrângere                                |
| 2010                                      | Faza Grupelor                             | Danemarca 0 – 2 Țările de Jos             | Înfrângere                                |
| 2010                                      | Faza Grupelor                             | Danemarca 2 – 1 Camerun                   | Victorie                                  |
| 2010                                      | Faza Grupelor                             | Danemarca 1 – 3 Japonia                   | Înfrângere                                |
| 2018                                      | Faza Grupelor                             | Danemarca 1 – 0 Peru                      | Victorie                                  |
| 2018                                      | Faza Grupelor                             | Danemarca 1 – 1 Australia                 | Egal                                      |
| 2018                                      | Faza Grupelor                             | Danemarca 0 – 0 Franța                    | Egal                                      |
| 2018                                      | Optimi                                    | Danemarca 1 – 1 Croația                   | Egal                                      |
| 2018                                      | Optimi                                    | Danemarca 2 – 3 Croația                   | Penalti                                   |

| Naționala | Meciuri | Victorie | Egal | Înfrângere     | Adversari |
| --------- | ------- | -------- | ---- | -------------- | --------- |
| Danemarca |         |          |      |                |           |
| 4         | 2       | 1        | 1    | Franța         |           |
| 2         | 2       | 0        | 0    | Uruguay        |           |
| 1         | 0       | 1        | 0    | Africa de Sud  |           |
| 1         | 0       | 0        | 1    | Anglia         |           |
| 1         | 1       | 0        | 0    | Arabia Saudită |           |
| 2         | 0       | 1        | 1    | Australia      |           |
| 1         | 0       | 0        | 1    | Brazilia       |           |
| 1         | 1       | 0        | 0    | Camerun        |           |
| 1         | 0       | 1        | 0    | Croația        |           |
| 1         | 1       | 0        | 0    | Germania       |           |
| 1         | 0       | 0        | 1    | Japonia        |           |
| 1         | 1       | 0        | 0    | Nigeria        |           |
| 1         | 0       | 0        | 1    | Țările de Jos  |           |
| 1         | 1       | 0        | 0    | Peru           |           |
| 1         | 1       | 0        | 0    | Scoția         |           |
| 1         | 0       | 1        | 0    | Senegal        |           |
| 1         | 0       | 0        | 1    | Spania         |           |
| 1         | 0       | 1        | 0    | Tunisia        |           |
| Total     | 23      | 10       | 6    | 7              | 18 echipe |

| Rezultate obținute la Campionatul European | Rezultate obținute la Campionatul European | Rezultate obținute la Campionatul European | Rezultate obținute la Campionatul European |
| Anul                                       | Runda                                      | Scor                                       | Rezultat                                   |
| ------------------------------------------ | ------------------------------------------ | ------------------------------------------ | ------------------------------------------ |
| 1964                                       | Semifinala                                 | Danemarca 0 – 3 Uniunea Sovietică          | Înfrângere                                 |
| 1964                                       | Finala Mică                                | Danemarca 1 – 3 Ungaria                    | Înfrângere                                 |
| 1984                                       | Faza Grupelor                              | Danemarca 0 – 1 Franța                     | Înfrângere                                 |
| 1984                                       | Faza Grupelor                              | Danemarca 5 – 0 Iugoslavia                 | Victorie                                   |
| 1984                                       | Faza Grupelor                              | Danemarca 3 – 2 Belgia                     | Victorie                                   |
| 1984                                       | Semifinala                                 | Danemarca 1 – 1 Spania                     | Egal                                       |
| 1984                                       | Semifinala                                 | Danemarca 4 – 5 Spania                     | Penalti                                    |
| 1988                                       | Faza Grupelor                              | Danemarca 2 – 3 Spania                     | Înfrângere                                 |
| 1988                                       | Faza Grupelor                              | Danemarca 0 – 2 Germania de Vest           | Înfrângere                                 |
| 1988                                       | Faza Grupelor                              | Danemarca 0 – 2 Italia                     | Înfrângere                                 |
| 1992                                       | Faza Grupelor                              | Danemarca 0 – 0 Anglia                     | Egal                                       |
| 1992                                       | Faza Grupelor                              | Danemarca 0 – 1 Suedia                     | Înfrângere                                 |
| 1992                                       | Faza Grupelor                              | Danemarca 2 – 1 Franța                     | Victorie                                   |
| 1992                                       | Semifinala                                 | Danemarca 2 – 2 Țările de Jos              | Egal                                       |
| 1992                                       | Semifinala                                 | Danemarca 5 – 4 Țările de Jos              | Penalti                                    |
| 1992                                       | Campioană                                  | Danemarca 2 – 0 Germania                   | Victorie                                   |
| 1996                                       | Faza Grupelor                              | Danemarca 1 – 1 Portugalia                 | Egal                                       |
| 1996                                       | Faza Grupelor                              | Danemarca 0 – 3 Croația                    | Înfrângere                                 |
| 1996                                       | Faza Grupelor                              | Danemarca 3 – 0 Turcia                     | Victorie                                   |
| 2000                                       | Faza Grupelor                              | Danemarca 0 – 3 Franța                     | Înfrângere                                 |
| 2000                                       | Faza Grupelor                              | Danemarca 0 – 3 Țările de Jos              | Înfrângere                                 |
| 2000                                       | Faza Grupelor                              | Danemarca 0 – 2 Cehia                      | Înfrângere                                 |
| 2004                                       | Faza Grupelor                              | Danemarca 0 – 0 Italia                     | Egal                                       |
| 2004                                       | Faza Grupelor                              | Danemarca 2 – 0 Bulgaria                   | Victorie                                   |
| 2004                                       | Faza Grupelor                              | Danemarca 2 – 2 Suedia                     | Egal                                       |
| 2004                                       | Sferturi                                   | Danemarca 0 – 3 Cehia                      | Înfrângere                                 |
| 2012                                       | Faza Grupelor                              | Danemarca 1 – 0 Țările de Jos              | Victorie                                   |
| 2012                                       | Faza Grupelor                              | Danemarca 2 – 3 Portugalia                 | Înfrângere                                 |
| 2012                                       | Faza Grupelor                              | Danemarca 1 – 2 Germania                   | Înfrângere                                 |
| 2020                                       | Faza Grupelor                              | Danemarca 0 – 1 Finlanda                   | Înfrângere                                 |
| 2020                                       | Faza Grupelor                              | Danemarca 1 – 2 Belgia                     | Înfrângere                                 |
| 2020                                       | Faza Grupelor                              | Danemarca 4 – 1 Rusia                      | Victorie                                   |
| 2020                                       | Optimi                                     | Danemarca 4 – 0 Țara Galilor               | Victorie                                   |
| 2020                                       | Sferturi                                   | Danemarca 2 – 1 Cehia                      | Victorie                                   |
| 2020                                       | Semifinale                                 | Danemarca 1 – 2 Anglia                     | Înfrângere                                 |
| 2024                                       | Faza grupelor                              | Danemarca 1 – 1 Slovenia                   | Egal                                       |
| 2024                                       | Faza grupelor                              | Danemarca 1 – 1 Anglia                     | Egal                                       |
| 2024                                       | Faza grupelor                              | Danemarca 0 – 0 Serbia                     | Egal                                       |
| 2024                                       | Optimi                                     | Danemarca 0 – 2 Germania                   | Înfrângere                                 |

| Naționala | Meciuri | Victorie | Egal | Înfrângere    | Adversari    |
| --------- | ------- | -------- | ---- | ------------- | ------------ |
| Danemarca |         |          |      |               |              |
| 4         | 1       | 0        | 3    | Germania      |              |
| 3         | 1       | 0        | 2    | Franța        |              |
| 3         | 1       | 1        | 1    | Țările de Jos |              |
| 3         | 1       | 0        | 2    | Cehia         |              |
| 2         | 1       | 0        | 1    | Belgia        |              |
| 2         | 0       | 1        | 1    | Italia        |              |
| 2         | 0       | 1        | 1    | Portugalia    |              |
| 2         | 1       | 0        | 1    | Rusia         |              |
| 2         | 0       | 1        | 1    | Spania        |              |
| 2         | 0       | 1        | 1    | Suedia        |              |
| 3         | 0       | 2        | 1    | Anglia        |              |
| 1         | 1       | 0        | 0    | Bulgaria      |              |
| 1         | 0       | 0        | 1    | Croația       |              |
| 1         | 0       | 0        | 1    | Finlanda      |              |
| 1         | 1       | 0        | 0    | Iugoslavia    |              |
| 1         | 1       | 0        | 0    | Turcia        |              |
| 1         | 1       | 0        | 0    | Țara Galilor  |              |
| 1         | 0       | 0        | 1    | Ungaria       |              |
| 1         | 0       | 1        | 0    | Slovenia      |              |
| 1         | 0       | 1        | 0    | Serbia        |              |
| Total     | 37      | 10       | 9    | 18            | 20 de echipe |

## Finale
| Finale jucate de Danemarca la Campionatul European | Finale jucate de Danemarca la Campionatul European | Finale jucate de Danemarca la Campionatul European | Finale jucate de Danemarca la Campionatul European | Finale jucate de Danemarca la Campionatul European | Finale jucate de Danemarca la Campionatul European | Finale jucate de Danemarca la Campionatul European | Finale jucate de Danemarca la Campionatul European | Finale jucate de Danemarca la Campionatul European |
| Câștigate                                          | Câștigate                                          | Câștigate                                          | Câștigate                                          |                                                    | Pierdute                                           | Pierdute                                           | Pierdute                                           | Pierdute                                           |
| Anul                                               | Campioni                                           | Scor                                               | Adversar                                           | Anul                                               | Locul 4                                            | Scor                                               | Adversar                                           |                                                    |
| -------------------------------------------------- | -------------------------------------------------- | -------------------------------------------------- | -------------------------------------------------- | -------------------------------------------------- | -------------------------------------------------- | -------------------------------------------------- | -------------------------------------------------- | -------------------------------------------------- |
| 1992                                               | Danemarca                                          | 2 - 0                                              | Germania                                           | 1964                                               | Danemarca                                          | 1 - 3                                              | Ungaria                                            |                                                    |

| Finale jucate de Danemarca la Cupa Confederațiilor | Finale jucate de Danemarca la Cupa Confederațiilor | Finale jucate de Danemarca la Cupa Confederațiilor | Finale jucate de Danemarca la Cupa Confederațiilor |
| Câștigate                                          | Câștigate                                          | Câștigate                                          | Câștigate                                          |
| Anul                                               | Campioni                                           | Scor                                               | Adversar                                           |
| -------------------------------------------------- | -------------------------------------------------- | -------------------------------------------------- | -------------------------------------------------- |
| 1995                                               | Danemarca                                          | 2 - 0                                              | Argentina                                          |

### Total medalii
| Competiție           | 1 | 2 | 3 | Total |
| -------------------- | - | - | - | ----- |
| Campionatul European | 1 | 0 | 1 | 2     |
| Campionatul Mondial  | 0 | 0 | 0 | 0     |
| Cupa Confederațiilor | 1 | 0 | 0 | 1     |
| Total                | 2 | 0 | 1 | 3     |

## Cupa Confederațiilor
| Anul  | Runda            | Poziția          | MJ               | C                | E*               | P                | GM               | GP               |                  |
| ----- | ---------------- | ---------------- | ---------------- | ---------------- | ---------------- | ---------------- | ---------------- | ---------------- | ---------------- |
| 1992  | Nu a intrat      | Nu a intrat      | Nu a intrat      | Nu a intrat      | Nu a intrat      | Nu a intrat      | Nu a intrat      | Nu a intrat      | Nu a intrat      |
| 1995  | Campioni         | 1                | 3                | 2                | 1                | 0                | 5                | 1                |                  |
| 1997  | Nu s-a calificat | Nu s-a calificat | Nu s-a calificat | Nu s-a calificat | Nu s-a calificat | Nu s-a calificat | Nu s-a calificat | Nu s-a calificat | Nu s-a calificat |
| 1999  | Nu s-a calificat | Nu s-a calificat | Nu s-a calificat | Nu s-a calificat | Nu s-a calificat | Nu s-a calificat | Nu s-a calificat | Nu s-a calificat | Nu s-a calificat |
| 2001  | Nu s-a calificat | Nu s-a calificat | Nu s-a calificat | Nu s-a calificat | Nu s-a calificat | Nu s-a calificat | Nu s-a calificat | Nu s-a calificat | Nu s-a calificat |
| 2003  | Nu s-a calificat | Nu s-a calificat | Nu s-a calificat | Nu s-a calificat | Nu s-a calificat | Nu s-a calificat | Nu s-a calificat | Nu s-a calificat | Nu s-a calificat |
| 2005  | Nu s-a calificat | Nu s-a calificat | Nu s-a calificat | Nu s-a calificat | Nu s-a calificat | Nu s-a calificat | Nu s-a calificat | Nu s-a calificat | Nu s-a calificat |
| 2009  | Nu s-a calificat | Nu s-a calificat | Nu s-a calificat | Nu s-a calificat | Nu s-a calificat | Nu s-a calificat | Nu s-a calificat | Nu s-a calificat | Nu s-a calificat |
| 2013  | Nu s-a calificat | Nu s-a calificat | Nu s-a calificat | Nu s-a calificat | Nu s-a calificat | Nu s-a calificat | Nu s-a calificat | Nu s-a calificat | Nu s-a calificat |
| 2017  | Nu s-a calificat | Nu s-a calificat | Nu s-a calificat | Nu s-a calificat | Nu s-a calificat | Nu s-a calificat | Nu s-a calificat | Nu s-a calificat | Nu s-a calificat |
| Total | 1 Titlu          | 1/10             | 3                | 2                | 1                | 0                | 5                | 1                |                  |

| Rezultate obținute la Cupa Confederațiilor | Rezultate obținute la Cupa Confederațiilor | Rezultate obținute la Cupa Confederațiilor | Rezultate obținute la Cupa Confederațiilor |
| Anul                                       | Runda                                      | Scor                                       | Rezultat                                   |
| ------------------------------------------ | ------------------------------------------ | ------------------------------------------ | ------------------------------------------ |
| 1995                                       | Faza Grupelor                              | Danemarca 2 – 0 Arabia Saudită             | Victorie                                   |
| 1995                                       | Faza Grupelor                              | Danemarca 1 – 1 Mexic                      | Egal                                       |
| 1995                                       | Campioană                                  | Danemarca 2 – 0 Argentina                  | Victorie                                   |

## Echipa Danemarcei
Următorii 26 de jucători au fost incluși în lotul echipei pentru a disputa Campionatul European de Fotbal 2024.

| Nr. | Poz. | Jucător               | Data nașterii (vârsta)         | Selecții | Goluri | Club              |
| --- | ---- | --------------------- | ------------------------------ | -------- | ------ | ----------------- |
| 1   | P    | Kasper Schmeichel     | 5 noiembrie 1986 (38 de ani)   | 101      | 0      | Anderlecht        |
| 16  | P    | Mads Hermansen        | 11 iulie 2000 (24 de ani)      | 0        | 0      | Leicester City    |
| 22  | P    | Frederik Rønnow       | 4 august 1992 (32 de ani)      | 10       | 0      | Union Berlin      |
|     |      |                       |                                |          |        |                   |
| 2   | F    | Joachim Andersen      | 31 mai 1996 (28 de ani)        | 32       | 0      | Crystal Palace    |
| 3   | F    | Jannik Vestergaard    | 3 august 1992 (32 de ani)      | 41       | 3      | Leicester City    |
| 4   | F    | Simon Kjær (căpitan)  | 26 martie 1989 (35 de ani)     | 132      | 5      | Milan             |
| 5   | F    | Joakim Mæhle          | 20 mai 1997 (27 de ani)        | 45       | 11     | VfL Wolfsburg     |
| 6   | F    | Andreas Christensen   | 10 aprilie 1996 (28 de ani)    | 69       | 3      | Barcelona         |
| 13  | F    | Mathias Jørgensen     | 23 aprilie 1990 (34 de ani)    | 37       | 2      | Brentford         |
| 17  | F    | Victor Kristiansen    | 16 decembrie 2002 (22 de ani)  | 8        | 0      | Leicester City    |
| 18  | F    | Alexander Bah         | 9 decembrie 1997 (27 de ani)   | 11       | 1      | Benfica           |
| 25  | F    | Rasmus Kristensen     | 11 iulie 1997 (27 de ani)      | 21       | 0      | Roma              |
|     |      |                       |                                |          |        |                   |
| 7   | M    | Mathias Jensen        | 1 ianuarie 1996 (29 de ani)    | 30       | 1      | Brentford         |
| 8   | M    | Thomas Delaney        | 3 septembrie 1991 (33 de ani)  | 78       | 8      | Sevilla           |
| 10  | M    | Christian Eriksen     | 14 februarie 1992 (33 de ani)  | 130      | 41     | Manchester United |
| 14  | M    | Mikkel Damsgaard      | 3 iulie 2000 (24 de ani)       | 27       | 4      | Brentford         |
| 15  | M    | Christian Nørgaard    | 10 martie 1994 (31 de ani)     | 25       | 1      | Brentford         |
| 21  | M    | Morten Hjulmand       | 25 iunie 1999 (25 de ani)      | 7        | 0      | Sporting CP       |
| 23  | M    | Pierre-Emile Højbjerg | 5 august 1995 (29 de ani)      | 77       | 10     | Tottenham Hotspur |
|     |      |                       |                                |          |        |                   |
| 9   | A    | Rasmus Højlund        | 4 februarie 2003 (22 de ani)   | 14       | 7      | Manchester United |
| 11  | A    | Andreas Skov Olsen    | 29 decembrie 1999 (25 de ani)  | 30       | 8      | Club Brugge       |
| 12  | A    | Kasper Dolberg        | 6 octombrie 1997 (27 de ani)   | 47       | 11     | Anderlecht        |
| 19  | A    | Jonas Wind            | 7 februarie 1999 (26 de ani)   | 27       | 8      | VfL Wolfsburg     |
| 20  | A    | Yussuf Poulsen        | 15 iunie 1994 (30 de ani)      | 79       | 13     | RB Leipzig        |
| 24  | A    | Anders Dreyer         | 2 mai 1998 (26 de ani)         | 3        | 0      | Anderlecht        |
| 26  | A    | Jacob Bruun Larsen    | 19 septembrie 1998 (26 de ani) | 6        | 1      | TSG Hoffenheim    |

## Recorduri

### Cei mai selecționați
La 8 iunie 2024.
* Jucatorii scriși îngroșat sunt înca activi în fotbal.

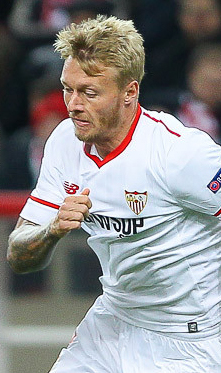
Simon Kjær este cel mai selecționat jucător în istoria Danemarcei cu 132 de selecții.

| Rank | Nume              | Selecții | Goluri | Poziție | Perioadă     |
| ---- | ----------------- | -------- | ------ | ------- | ------------ |
| 1    | Simon Kjær        | 132      | 5      | DF      | 2009–prezent |
| 2    | Christian Eriksen | 130      | 41     | MF      | 2010–prezent |
| 3    | Peter Schmeichel  | 129      | 1      | GK      | 1987–2001    |
| 4    | Dennis Rommedahl  | 126      | 21     | MF      | 2000–2013    |
| 5    | Jon Dahl Tomasson | 112      | 52     | FW      | 1997–2010    |
| 6    | Thomas Helveg     | 108      | 2      | DF      | 1994–2007    |
| 7    | Michael Laudrup   | 104      | 37     | MF/FW   | 1982–1998    |
| 8    | Martin Jørgensen  | 102      | 12     | MF      | 1998–2011    |
| 8    | Morten Olsen      | 102      | 4      | DF      | 1970–1989    |
| 10   | Kasper Schmeichel | 101      | 0      | GK      | 2013–prezent |
| 10   | Thomas Sørensen   | 101      | 0      | GK      | 1999–2012    |

### Golgheteri
La 8 iunie 2024.
* Jucatorii scriși îngroșat sunt înca activi în fotbal.

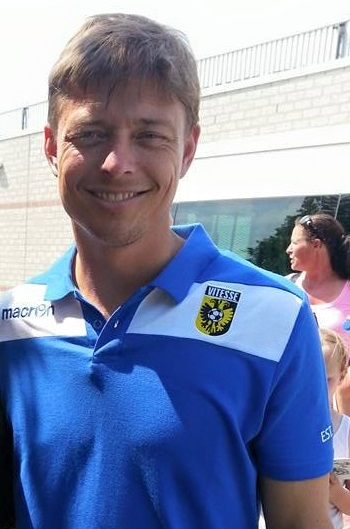
Jon Dahl Tomasson este golgheterul all time al Danemarcei cu 52 de goluri și actualul antrenor secund la Naționala Danemarcei.

| Rank | Jucător             | Goluri | Selecții | Media | Perioadă     |
| ---- | ------------------- | ------ | -------- | ----- | ------------ |
| 1    | Poul "Tist" Nielsen | 52     | 38       | 1.37  | 1910–1925    |
| 1    | Jon Dahl Tomasson   | 52     | 112      | 0.46  | 1997–2010    |
| 3    | Pauli Jørgensen     | 44     | 47       | 0.94  | 1925–1939    |
| 4    | Ole Madsen          | 42     | 50       | 0.84  | 1958–1969    |
| 5    | Christian Eriksen   | 41     | 130      | 0.32  | 2010–prezent |
| 6    | Preben Elkjær       | 38     | 69       | 0.55  | 1977–1988    |
| 7    | Michael Laudrup     | 37     | 104      | 0.36  | 1982–1998    |
| 8    | Nicklas Bendtner    | 30     | 81       | 0.37  | 2006–2018    |
| 9    | Henning Enoksen     | 29     | 54       | 0.54  | 1958–1966    |
| 10   | Ebbe Sand           | 22     | 66       | 0.33  | 1998–2004    |
| 10   | Brian Laudrup       | 22     | 86       | 0.26  | 1987–1998    |